# De Tomaso Guara
De Tomaso Guara — 2-місний спортивний автомобіль італійської компанії De Tomaso, яку виготовляли у двох серіях впродовж 1993–2004 років. Це була остання розробка засновника компанії Александро де Томазо.
Модель Guarà презентували 1993 на Женевському автосалоні. Їх випускалась з кузовами купе і Barchetta.

## Опис

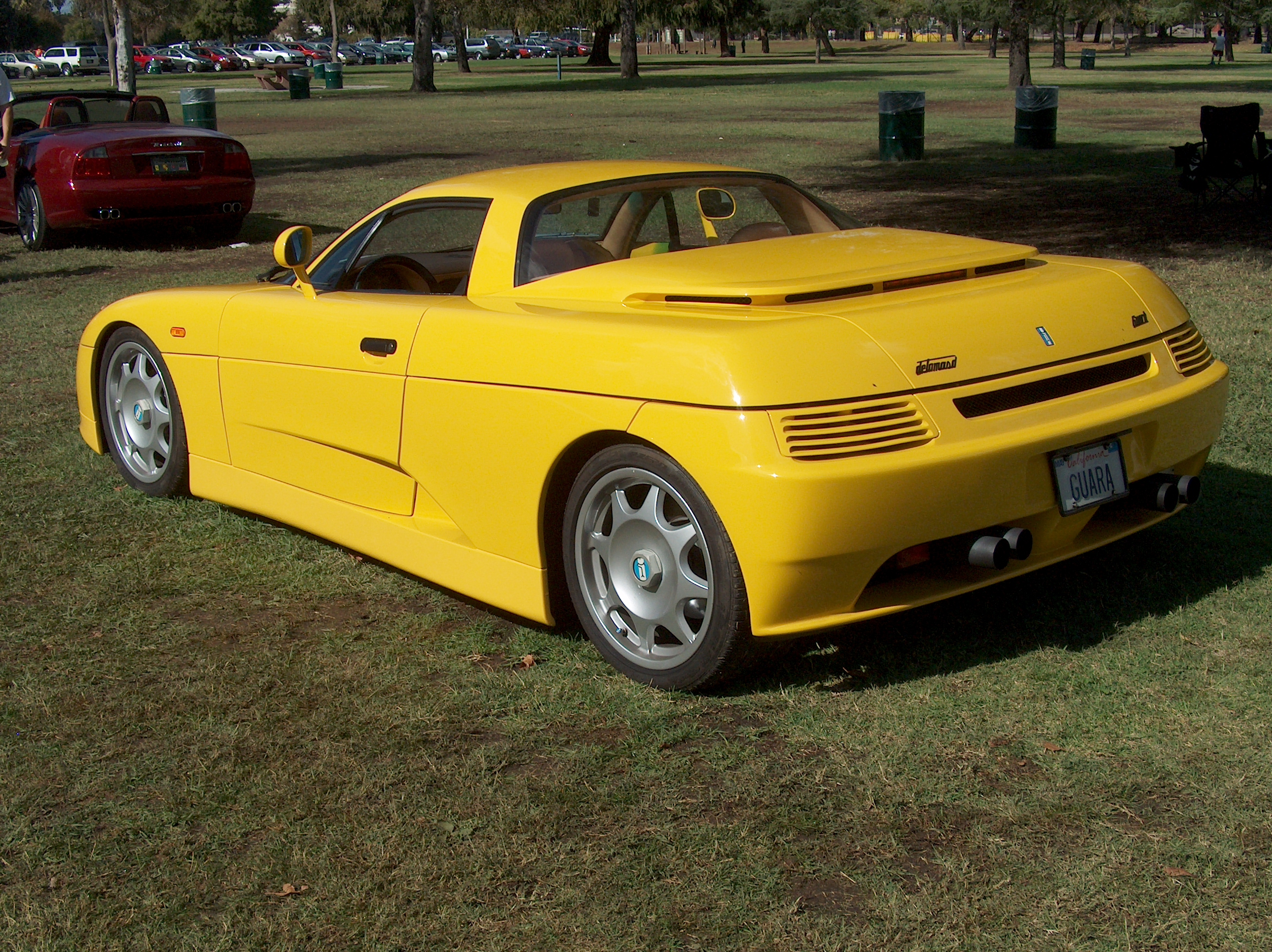

Guara побудована на базі прототипу Maserati Barchetta Stradale. Модифікація Guara Spider виглядала як кабріолет з невеликим тентом. Всього було вироблено 5 одиниць кабріолетів цієї моделі. Перші автомобілі (в основному купе) були продані в 1994 році. Однак, після 2004 року не було випущено жодної одиниці, попри це, купе і кабріолет Guara, до 2005 року, були у продажу в Італії, Австрії та Швейцарії. Каркас кузова виготовляється зі скловолокна, кевлара і інших композитів і встановлюється на трубчастій рамі. Автомобіль марки Guara має хребтову раму з алюмінієвих сплавів, силовий агрегат розміщений в центрі і кузов з композитних матеріалів. Підвіска, яка використовує технології Формули-1 і IndyCar, мала подвійні поперечні важелі. Guara перш за все відома своєю високою маневровістью, що робить її керованість досить незвичній для середньостатистичного водія. Перші Guara були побудовані з використанням технологій і деталей інтер'єру BMW, потім автомобілі були обладнані двигунами та компонентами Ford/Visteon (Канада). Guara була омологовані для продажів в США. Всього було випущено приблизно від 10 до 12 барчетт, 5 спайдеров і близько 50 купе Guara.

## Двигуни
- 4,0 L BMW M60B40 V8 90° 286 к.с.
- 4,6 L Ford/Visteon V8 90° 320 к.с.